# Paramount+
Paramount+  (anterior CBS All Access până în 2021) este un serviciu de streaming video la cerere cu abonament american deținut de Paramount Global. Conținutul serviciului este extras în principal din librăriile CBS Media Ventures (inclusiv CBS Studios), Paramount Media Networks (fostul Viacom Media Networks și ViacomCBS Media Networks) și Paramount Pictures, incluzând, de asemenea, seriale și filme originale, acoperire în transmisie în direct în sport și în S.U.A., streaming în direct a stațiilor locale de emisie CBS.
Serviciul a fost lansat pentru prima dată în Statele Unite pe 28 octombrie 2014 ca CBS All Access; serviciul s-a concentrat inițial pe transmiterea în direct a programelor CBS de la afiliații săi locali, precum și pe accesul la cerere la programele CBS și librăriei de conținut. Serviciul a început să se extindă în programarea originală în 2016, începând cu spin-off-uri ale programelor CBS precum Big Brother, The Good Fight și noul serial de televiziune Star Trek: Discovery. Conținut de la Comedy Central, MTV, Nickelodeon și alte mărci Viacom au fost ulterior incluse. În 2021, serviciul s-a rebranduit ca Paramount+, luându-și numele de la studioul de film Paramount Pictures și devenind un companion al altor mărci Paramount, în principal CBS, Nickelodeon și Paramount Pictures. S-a extins în Australia, America Latină și Europa.

## Abonați
| Abonați           | În              |        |
| ----------------- | --------------- | ------ |
| Peste 100 000     | Ianuarie 2015   | [ 8 ]  |
| 1 200 000         | Decembrie 2016  | [ 9 ]  |
| Aproape 1 500 000 | Februarie 2017  | [ 10 ] |
| Peste 2 000 000   | Martie 2018     | [ 11 ] |
| 2 500 000         | August 2018     | [ 12 ] |
| 4 000 000         | Februarie 2019  | [ 13 ] |
| 8 000 000         | Decembrie 2020  | [ 14 ] |
| 32 800 000        | Decembrie 2021  | [ 15 ] |
| 39 600 000        | Martie 2022     | [ 16 ] |
| 43 300 000        | Iunie 2022      | [ 17 ] |
| 46 000 000        | Septembrie 2022 | [ 18 ] |
| 55 900 000        | Decembrie 2022  | [ 19 ] |
| 60 000 000        | Martie 2023     | [ 20 ] |
| 60 700 000        | Iunie 2023      | [ 21 ] |
| 63 400 000        | Septembrie 2023 | [ 22 ] |
| 67 500 000        | Decembrie 2023  | [ 23 ] |
| 71 200 000        | Martie 2024     | [ 24 ] |
| 79 000 000        | Martie 2025     | [ 4 ]  |

|  | Graficele sunt indisponibile din cauza unor probleme tehnice. Mai multe informații se găsesc la Phabricator și la wiki-ul MediaWiki. |